# Manuel González Galván
Manuel González Galván (* 8. September 1933 in Morelia; † 20. Dezember 2004 in Mexiko-Stadt) war ein mexikanischer Architekt, der auch als Maler und Bildhauer arbeitete. Zudem befasste er sich mit der Kunst- und Architekturgeschichte Michoacáns und seiner Heimatstadt und veröffentlichte mehrere Bücher und Fachartikel.

## Biografie
Manuel González Galván wurde im Stadtteil Barrio del Carmen geboren. Zunächst absolvierte er in seiner Geburtsstadt die schulische Ausbildung. Danach erlangte er in Mexiko-Stadt an der Jesuitenschule Instituto Patria das Bachillerato und nahm ab 1952 als Gasthörer an Vorlesungen verschiedener Studienfächer der Fakultät für Philosophie und Geisteswissenschaften der Universidad Nacional Autónoma de México (UNAM) teil. Aufgrund seines Interesses für Kunst und Architektur immatrikulierte er sich 1960 am Instituto de Investigaciones Estéticas, wo er bis 1967 Architektur studierte.
Zudem studierte er Malerei, Bildhauerei und Grafik an der „La Esmeralda“.

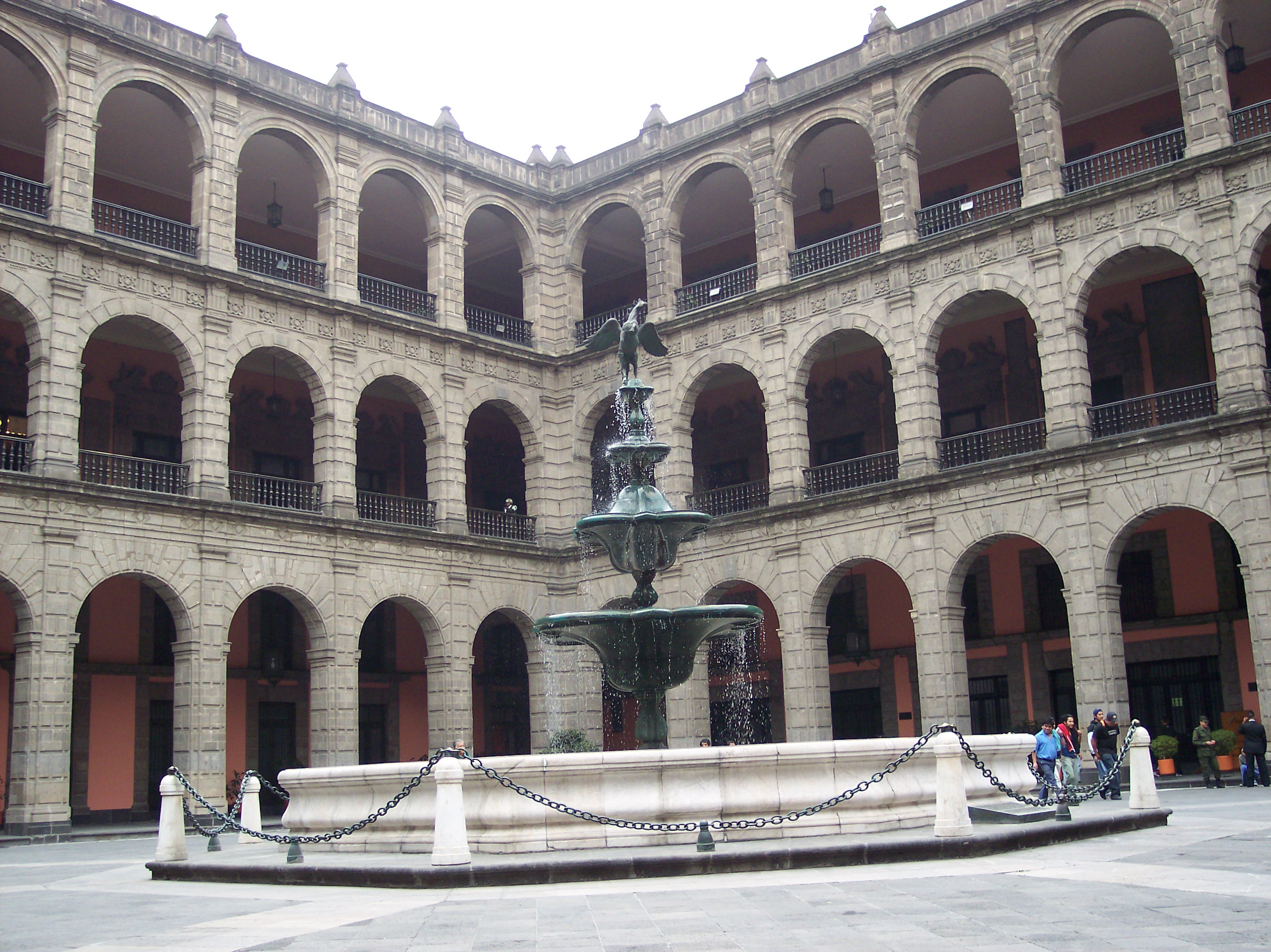
Haupthof des Palacio Nacional

Seine künstlerischen Arbeiten entstanden in erster Linie aus Leidenschaft und drücken seine Verbundenheit zur Religion und zu seiner Heimat aus. 1955 stellte er erstmals einige seiner Arbeiten bei der III. Hispano Americana de Arte-Biennale in Barcelona aus, gefolgt von weiteren Ausstellungsteilnahmen in Mexiko-Stadt und Morelia. Zu seinen zahlreichen Bau- und Restaurationsprojekten zählte unter anderem die Umgestaltung des Haupthofes des Palacio Nacional mit dem zentral errichteten Brunnen.
González Galván war Mitglied in zahlreichen Verbänden sowie Mitbegründer der Sociedad Defensora del Tesoro Artístico de México A.C. und der Comisión Nacional de Arte Sacro. Für seine Arbeit wurde er mehrfach ausgezeichnet. Nach zweijährigem Herzleiden verstarb er in seinem Haus in Mexiko-Stadt.